# Cyrtandra menziesii
Cyrtandra menziesii är en tvåhjärtbladig växtart som beskrevs av William Jackson Hooker och George Arnott Walker Arnott. Cyrtandra menziesii ingår i släktet Cyrtandra och familjen Gesneriaceae. Inga underarter finns listade i Catalogue of Life.